# ODIN '59
HSV ODIN '59 is een voetbalclub uit Heemskerk in de Nederlandse provincie Noord-Holland. ODIN '59 speelt haar wedstrijden op sportpark Assumburg naast Slot Assumburg. De club is opgericht op 17 december 1959. De clubkleuren zijn geel-blauw. ODIN '59 is de afkorting voor Ons Doel Is Nuttig 1959.
ODIN '59 debuteerde in het seizoen 2009/10 op het hoogste amateurniveau. Promotie naar de Hoofdklasse werd in het seizoen 2008/2009 op de laatste speeldag behaald door het kampioenschap in de Eerste Klasse. De club slaagde er niet in om te promoveren naar de Topklasse die in het seizoen 2010/11 werd geïntroduceerd waardoor de club sinds die tijd actief is op het een na hoogste amateurniveau. In het seizoen 2015/16 werd ODIN '59 kampioen in de Zaterdag Hoofdklasse A met promotie naar de Derde divisie (voorheen de Topklasse) als gevolg.In 2022 degradeerde de club via de nacompetitie naar die nieuwe Vierde Divisie om een jaar later via de na-competitie meteen weer te promoveren naar de Derde Divisie A. In 2024 degradeerde ODIN’59 naar de Vierde Divisie A.

## Historie
Op 31 oktober 2018 won ODIN '59 een wedstrijd om de KNVB Beker en speelde eredivisieclub FC Emmen uit de bekercompetitie.

### Prijzen
Hoofdklasse
Kampioen in 2016
Eerste klasse
Kampioen in 2009
Tweede klasse
Kampioen in 2001
Derde klasse
Kampioen in 1999
Vierde klasse
Kampioen in 1982
Eerste klasse HVB
Kampioen in 1970, 1975
Tweede klasse HVB
Kampioen in 1966
Derde klasse HVB
Kampioen in 1965
Vierde klasse HVB
Kampioen in 1962
Districtsbeker West I
Winnaar in 2011

### KNVB Beker
Eerste Kwalificatieronde
2016 vrijgeloot
2017 vrijgeloot
2018 VV Alverna – ODIN'59 0-2
2019 ODIN'59 – VV Gemert 3-1
2020 SV AWC 1-1 (3-4 NV)
2023 CSV Apeldoorn – ODIN'59 0-0 (0-1 NV)
Tweede Kwalificatieronde
2016 VV UNA – ODIN'59 3-2
2017 ODIN'59 – SDC Putten 1-3
2018 ODIN'59 – VV Dongen 1-0
2019 ODIN'59 – BVV Barendrecht 3-3 (4-3 NV)
2020 VV GOES – ODIN'59 1-1 (ODIN'59 WNS)
2021 ODIN'59 – De Treffers 1-2
Eerste Ronde
2011 ODIN'59 – VVSB 1-1 (1-2 NV)
2018 ODIN'59 – FC Lisse 1-0
2019 AFC – ODIN'59 3-3 (ODIN'59 WNS)
2020 ODIN'59 – FC Volendam Wedstrijd vervalt vanwege Coronacrisis
Tweede Ronde
2018 FC Emmen – ODIN'59 1-3
2019 Vitesse – ODIN'59 4-0
Achtste Finale
2018 ODIN'59 – sc Heerenveen 1-3

### Seizoenen
2007/08 Zaterdag Eerste Klasse
2008/09 Zaterdag Eerste Klasse
2009/10 Zaterdag Hoofdklasse B
2010/11 Zaterdag Hoofdklasse A
2011/12 Zaterdag Hoofdklasse A
2012/13 Zaterdag Hoofdklasse A
2013/14 Zaterdag Hoofdklasse A
2014/15 Zaterdag Hoofdklasse A
2015/16 Zaterdag Hoofdklasse A
2016/17 Zaterdag Derde Divisie
2017/18 Zaterdag Derde Divisie
2018/19 Zaterdag Derde Divisie
2019/20 Zaterdag Derde Divisie
2020/21 Zaterdag Derde Divisie
2021/22 Zaterdag Derde Divisie
2022/23 Zaterdag Vierde Divisie
2023/24 Derde Divisie A Derde Divisie
2024/25 Vierde Divisie A Vierde Divisie

## Competitieresultaten 1971-heden
| 11 4A |

| 11 4A |

|  |

|  |

|  |

| 3 4B |

| 5 4B |

| 9 4A |

| 4 4B |

| 5 4B |

| 4 4B |

| 1 4A |

| 4 3A |

| 2 3A |

| 9 3A |

| 9 3A |

| 5 3A |

| 5 3A |

| 4 3A |

| 2 3A |

| 2 3A |

| 3 3A |

| 5 3A |

| 5 3A |

| 7 3A |

| 10 3A |

| 4 3A |

| 8 3B |

| 1 3B |

| 5 2A |

| 1 2A |

| 5 1A |

| 3 1A |

| 4 1A |

| 5 1A |

| 2 1A |

| 5 1A |

| 3 1A |

| 1 1A |

| 9 B |

| 6 A |

| 6 A |

| 4 A |

| 7 A |

| 2 A |

| 1 A |

| 15 |

| 8 |

| 9 |

| -- |

| -- |

| 15 |

| 8 A |

| 18 A |

| Derde Divisie | Hoofdklasse/4e divisie | Eerste klasse | Tweede klasse | Derde klasse | Vierde klasse |

In elke staaf van de grafiek staat van boven naar beneden vermeld: 
- Eindnotering

Dit is de positie die de club heeft bereikt in de competitie, zonder eventuele beslissings-, play-off- of nacompetitiewedstrijden die nodig zijn geweest om bijvoorbeeld de kampioen van de competitie te bepalen.
Indien een * achter het getal staat is de notering een tussenstand en kan het zijn dat de notering niet overeenkomt met de uiteindelijke eindstand van de competitie.
Staat er een - dan is het seizoen nog bezig en is er geen definitieve uitslag bekend.
Staat er xx op de positie van de notering, dan heeft de club vroegtijdig de competitie verlaten. Dit kan onder andere komen door terugtrekking van het team, faillissement van de club of door een uitgedeelde straf van de KNVB. In veel gevallen staat elders in het artikel de reden vermeld.
Staat er een ? dan is het resultaat uit het verleden onbekend, en is alleen de competitie of het niveau bekend van dat seizoen.
In de seizoenen 2019/20 en 2020/21 werd wegens de coronacrisis het amateurvoetbal afgebroken. Daardoor kennen deze staven geen eindklassering (middels -- weergegeven).
- Competitieniveau en afdelingsletter of Officiële eindstand Eredivisie
  - Competitieniveau en afdelingsletter

Hierbij geeft het getal het niveau weer, dat ook terug te vinden is in de legenda. De letter is de afdelingsaanduiding en wordt gebruikt wanneer er meer afdelingen zijn op hetzelfde niveau. De afdelingsletter is altijd een hoofdletter en wordt meestal zonder nummer gebruikt.
Voorbeeld: 2F is niveau 2e klasse competitie F.
Het competitieniveau en nummer wordt niet vermeld wanneer er slechts één competitie van dit niveau was.
  - Officiële eindstand Eredivisie (getal staat tussen haakjes vermeld)

Sinds de introductie van play-offwedstrijden voor Europees voetbal na afloop van de reguliere competitie in 2005/06, is de KNVB verplicht een eindstand van de Eredivisie door te geven aan de UEFA aan de hand van deze play-offwedstrijden.
Bij deze eindstand staan clubs die zich hebben gekwalificeerd voor Europees voetbal hoger dan clubs die zich niet wisten te kwalificeren. Indien er geen verschil was tussen de eindnotering en de officiële eindstand, staat dit getal niet vermeld.

- Onderafdeling

Hier staat afgekort de naam van de onderafdeling indien de club in dat jaar in een onderafdeling uitkwam. Tevens staat deze afkorting in de legenda en wordt gelinkt naar het artikel over deze onderafdeling. Deze afkorting wordt alleen vermeld wanneer de club in het verleden in verschillende onderafdelingen heeft gespeeld. Deze vermelding is in de staaf altijd in kleine letters. Deze onderafdelingen zijn na het seizoen 1995/96 afgeschaft. Heeft de club in slechts één onderafdeling gespeeld, dan is dit alleen terug te vinden in de legenda.
Onder de staaf staat het jaartal vermeld waarin het seizoen is afgesloten. 15 verwijst naar het seizoen 2014/15 of eventueel het seizoen 1914/15.
Wanneer een staaf leeg is, zijn deze gegevens niet bekend. Het kan ook zijn dat de club dat seizoen niet heeft meegespeeld op het hogere amateurniveau, vroegtijdig de competitie heeft verlaten of uit de competitie is gezet.

In het seizoen 1944/45 was er wegens de Tweede Wereldoorlog geen regulier competitievoetbal.

## Bekende (oud-)spelers
- Erik Homan